# Ratpenat de bigotis
El ratpenat de bigotis (Myotis mystacinus) és l'espècie més petita del seu gènere.

## Descripció
Les orelles sobrepassen en 2 mm l'extrem del musell quan es dobleguen endavant i van proveïdes d'un tragus llarg i puntegut que supera de poc la meitat del pavelló. Els peus són petits i tenen un esperó que ocupa la meitat de la longitud entre el taló i la cua. La part del patagi compresa entre les dues extremitats posteriors presenta pèls a tot el dors i a la base de la part ventral. També té molts pèls al llavi superior, tret que li dona nom.
El pelatge és llarg i una mica arrissat, de color marró o marró daurat fosc pel dors i de tonalitats grises o crema pel ventre. El musell, les orelles i el patagi són de color marró negrós.
Dimensions corporals: cap + cos= 35 - 54 mm, cua= 30 - 43 mm, avantbraç= 30 - 37 mm i envergadura alar= 190 - 225 mm.
Pes: 3 - 10 g.

## Hàbitat
Diferent tipus de boscos. Els seus amagatalls preferits són els forats dels arbres, les esquerdes de les roques i les coves.

## Costums
Sol sortir del refugi força d'hora, quan tot just comença a fosquejar, i, fins i tot, se l'ha vista volar de dia, amb un vol sinuós entre 1,5 i 6 m d'altura.
Viu solitari o en grups petits, però a l'estiu les femelles formen colònies de cria d'entre 20 i 70 individus.

## Espècies semblants
És de mida més petita que els altres ratpenats del gènere Myotis, cosa que es pot observar mesurant la llargada de l'avantbraç (30-37 mm).
L'única espècie de dimensions clarament inferiors és el ratpenat d'aigua, que té, però, l'esperó més llarg: ocupa 3/4 parts de la distància entre el peu i la cua.